# Carl Zeiss

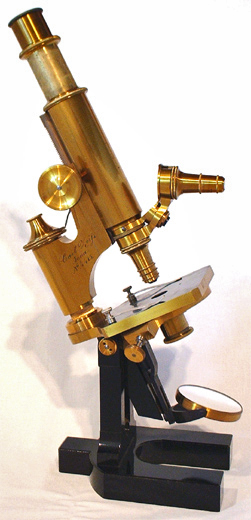
Kính hiển vi do Carl Zeiss chế tạo (1879)

Carl Zeiss (11 tháng 9 năm 1816 – 3 tháng 12 năm 1888) là một nhà sản xuất thiết bị quang học được biết đến với công ty ông thành lập, Carl Zeiss Jena (hiện tại: Carl Zeiss AG). Zeiss đã cống hiến cho ngành sản xuất ống kính góp phần cho sự sản xuất ngày nay. Lớn lên tại Weimar, Đức, ông trở thành nhà sản xuất ống kính danh tiếng vào những năm 40 của thế kỷ 19 khi đã tạo ra được những ống kính chất lượng cao và "đô mở rộng", mặt khác, những ống kính này có độ mở phạm vi rất rộng cho phép thu được những hình ảnh rất sáng. Ông đã làm điều này ở xưởng riêng của mình tại thành phố Jena, nơi ông bắt đầu sự nghiệp sản xuất ống kính của mình. Ban đầu ông chỉ sản xuất thấu kính cho những kính hiển vi, nhưng sau khi máy ảnh được phát minh, công ty của ông bắt đầu chế tạo những ống kính chất lượng cao cho máy ảnh.

## Tuổi trẻ
Zeiss khởi đầu cuộc sống tại Đức trước thời kỳ đế quốc nơi mà ông đã học tại một trường tiểu học, và học nghề với tiến sĩ Friedrich Körner, một thợ cơ khí và nhà cung cấp cho phiên toàn. Một thời gian sau ông tham dự những bài giảng về toán học, vật lý thực nghiệm, nhân chủng học, khoáng vật học và quang học tại Đại học Jena. Bảy năm sau ông mở một xưởng nhỏ và gần như không có bất kỳ dụng cụ nào. Ông đã làm nhiều thấu kính nhưng ít được người khác biết đến cho tới năm 1847 khi ông thuê người học việc thứ hai và thứ ba.

## Cuộc sống
Vào năm 1847 Carl Zeiss bắt đầu làm kính hiển vi toàn thời gian. Cải tiến đầu tiên của ông đơn giản hóa những kính hiển vi chỉ sử dụng được một ống kính và do đó chỉ dành cho công việc mổ xẻ. Ông bán khoảng 23 thấu kính trong năm đầu tiên sản xuất. Không lâu sau đó ông quyết định rằng phải có một thử thách mới vì thế ông bắt đầu chế tạo những kính hiển vi kết hợp. Ông đã tạo ra Stand I sau đó có mặt tại thị trường vào năm 1857.
Vào năm 1861 ông được trao tặng huy chương vàng tại Triển lãm Công nghiệp Thuringian vì những thiết kế của mình. Những sản phẩm của ông được xem là một trong những thiết bị khoa học tốt nhất tại Đức. Vào thời điểm này ông có khoảng 20 công nhân trong xưởng và việc kinh doanh vẫn tiếp tục phát triển. Vào năm 1866 xưởng Zeiss đã bán ra kính hiển vi thứ 1000.
Năm 1872 ông tham gia cùng với nhà vật lý Ernst Abbe. Nỗ lực của họ kết hợp dẫn đến việc khám phá ra điều kiện sine. Theo lý thuyết, điều kiện sine có thể cải thiện cách chế tạo thấu kính rất nhiều. Tuy nhiên, loại kính đủ chắc để thực hiện thử nghiệm lại không tồn tại vào thời điểm đó. Sau đó Abbe gặp Otto Schott, một nhà hóa học thủy tinh 30 tuổi người mới vừa nhận bằng tiến sĩ. Họ hợp tác và không lâu sau đã sản xuất ra một loại thủy tinh mới vào năm 1886 có thể đáp ứng hoàn toàn cho điều kiện sine của Abbe. Loại thủy tinh mới này đã đưa ra một mục tiêu mới cho kính hiển vi: độ tán xạ (apochromaticoften - thường được viết gọn là 'apo'). Zeiss đã sử dụng ngâm nước để tạo ra kính ngắm bù sáng cho ra ảnh với sai sắc thấp hoặc hầu như không có sai sắc.
Con trai Carl Zeiss điều hành kinh doanh với ông cho đến khi ông mất vào ngày 3 tháng 12 năm 1888. Xưởng kết hợp lại thành Carl-Zeiss-Stiftung vào năm 1889. Công ty đã gặt hái được danh tiếng trên toàn thế giới trong việc sản xuất thiết bị quang học cho tất cả các thiết bị, và vẫn tiếp tục cho đến ngày nay.

## Xuất bản
- Auerbach, Das Zeisswerk und die Carl Zeiss-Stiftung in Jena (tái bản lần 3, Jena, 1907)